# Cervantesia tomentosa
Cervantesia tomentosa là một loài thực vật có hoa trong họ Santalaceae. Loài này được Ruiz & Pav. mô tả khoa học đầu tiên năm 1794.